# RS-423 (protocole)
Pour les articles homonymes, voir RS-423.
RS-423 est un protocole de communication série, comparable à RS-232. Il n'existe pas de brochage standardisé pour RS-423. Le BBC Micro utilisait un connecteur DIN à 5 broches. DEC utilisait abondamment un connecteur propriétaire dit Modified Modular Jack. De fait, RS-423 a parfois été appelé DEC-423.